# Manuel Moreyra y Paz Soldán
Manuel Moreyra y Paz Soldán (Lima, 25 de diciembre de 1894-ib. 24 de mayo de 1986) fue un historiador, ingeniero y especialista en economía peruano. Destacan sus aportes en el campo de la historiografía, especialmente la investigación del tema monetario y financiero de la época virreinal, así como en la edición y publicación de documentos históricos. 

## Biografía
Hijo de Francisco Moreyra y Riglos, y Luisa Paz Soldán Rouaud. Hermano del ingeniero y político Carlos Moreyra y Paz Soldán. Cursó sus estudios escolares en el Colegio de la Inmaculada, de donde egresó en 1913. Ingresó luego a la Escuela Nacional de Ingenieros (actual Universidad Nacional de Ingeniería) donde se tituló de ingeniero civil en 1918.
Empezó a ejercer su profesión como gerente de la compañía urbanizadora San Isidro, en lo que hoy es el distrito limeño de San Isidro. Entre 1925 y 1926 fue regidor del Concejo Provincial de Lima. En 1930 fue comisionado para supervisar la liquidación del Banco del Perú y Londres, así como la del Banco de Tacna, afectados por la Gran Depresión. En 1931 pasó a servir en la recientemente creada Superintendencia de Bancos (gobierno de la Junta Nacional de Gobierno), en la que llegó a ocupar el alto cargo de intendente en 1942. Permaneció en dicha institución hasta su jubilación en 1964.
Su importancia radica en su actividad académica. En 1936 fue admitido como miembro de la Sociedad Geográfica de Lima. En 1946 fue incorporado como miembro de número del Instituto Histórico del Perú (IHP), que en 1962 se convirtió en la Academia Nacional de la Historia (ANH). En 1949 fue nombrado inspector del Archivo de la Nación y en 1952 tesorero del Instituto Histórico del Perú. En 1953 se hizo cargo de la dirección de la Revista Histórica, órgano del IHP, hasta 1979.
En 1972 donó el valioso archivo de su familia (conocido como la Colección Francisco Moreyra y Matute) al Archivo General de la Nación.

## Valoración
Su relevancia se debe a su labor historiográfica. Uno de sus campos más importantes de investigación fue el tema monetario y financiero de las épocas colonial y republicana. Especialmente destacan sus investigaciones referentes a la época virreinal, así como la colección y edición de documentos hacendarios de dicha época.
Es de resaltar su obra La moneda colonial en el Perú. Capítulos de su historia (1980), una recopilación de doce de sus trabajos que anteriormente había publicado en folletos y revistas.

## Publicaciones
De entre sus libros destacan los siguientes:
- 1938: El reglamento de la Casa de Moneda, de 1755.
- 1941: Antecedentes españoles y el circulante durante la conquista e iniciación del Virreinato.
- 1944: Estudios sobre el tráfico marítimo en la época colonial.
- 1945: La técnica de la moneda colonial.
- 1948: La toma de Portobelo por el almirante Vernon y sus consecuencias económicas.
- 1951: El Tribunal del Consulado de Lima. Sus antecedentes v fundación.
- 1951: Pedro Ignacio Noboa y Benavides: economista, político, literato y diplomático.
- 1953: En torno a dos valiosos documentos sobre Potosí. Los quintos reales y las pragmáticas secretas sobre la moneda.
- 1957: Biografías de oidores del siglo XVII y otros estudios.
- 1966: Temas históricos.
- 1970: Manuel Rouaud Paz Soldán y la exploración al río Yavarí en 1866.
- 1980: La moneda colonial en el Perú. Capítulos de su historia.

También dio inicio a dos colecciones documentales:
- Documentos para la historia del Virreinato peruano: Cartas de los virreyes. Correspondencia del Conde de la Monclova. En tres volúmenes, en colaboración con Guillermo Céspedes del Castillo (1954-1955).[3]
- Documentos para la historia económica del Virreinato peruano: Cuadernos de juntas del Tribunal del Consulado de Lima. En dos volúmenes (1956-1959).

En 1994 se publicó una selección de sus artículos históricos en cuatro volúmenes, bajo el título de Estudios históricos. Editado por Grover Antonio Espinoza.

## Reconocimientos
- Diploma de la Municipalidad Metropolitana de Lima (28 de julio de 1955) por su aporte al estudio de la época virreinal.[1]
- Diploma de honor de la Sociedad de Ingenieros del Perú (1967) por sus bodas de oro profesionales.[1]